# Petelia nigrivestita
Petelia nigrivestita là một loài bướm đêm trong họ Geometridae.